# Експорт (Пенсилванија)
Експорт (енгл. Export) град је у америчкој савезној држави Пенсилванија.

## Демографија
По попису из 2010. године број становника је 917, што је 22 (2,5%) становника више него 2000. године.
| Група             | 2000.       | 2010.       |
| Белци             | 876 (97,9%) | 901 (98,3%) |
| Афроамериканци    | 1 (0,1%)    | 6 (0,7%)    |
| Азијати           | 6 (0,7%)    | 5 (0,5%)    |
| Хиспаноамериканци | 5 (0,6%)    | 0 (0,0%)    |
| Укупно            | 895         | 917         |